# Арсеник и старе чипке (филм из 1967)
Арсеник и старе чипке је југословенски филм из 1967. године. Режирао га је Александар Ђорђевић, по истоименој драми Џозефа Кеселринга.

## Улоге
| Глумац             | Улога              |
| ------------------ | ------------------ |
| Рахела Ферари      | Еби Брустер        |
| Вука Дунђеровић    | Марта Брустер      |
| Бора Тодоровић     | Мортимер Брустер   |
| Вера Чукић         | Елен Харпер        |
| Ђорђе Пура         | Теди Брустер       |
| Владимир Поповић   | Џонатан Брустер    |
| Милутин Бутковић   | Херман Ајнштајн    |
| Слободан Алигрудић | Официр Клајн       |
| Дејан Чавић        | Наредник Брофи     |
| Ташко Начић        | Господин Видерспун |
| Петар Банићевић    | Официр О'Хара      |
| Никола Милић       | Велечасни Харпер   |
| Марко Маринковић   | Господин Видерспун |
| Сава Јовановић     | Гибс               |